# رولا غني
رولا غني (بالإنجليزية: Rula Ghani)‏ سابقاً رولا سعادة الاسم الأفغاني: بيبي جول) هي السيدة الأولى السابقة لأفغانستان وزوجة الرئيس السابق لأفغانستان أشرف غني.
في 2015، تم تسمية رولا غني واحدة من ضمن أكثر 100 شخص مؤثر في العالم في مجلة التايم الأمريكية.

## الحياة الشخصية
اسم الولادة لرولا غني هو ورلا سعدي، وقد ولدت في لبنان لعائلة مسيحية لبنانية. حصلت على دبلوم من معهد العلوم السياسية في فرنسا عام 1966. وحصلت على درجة الماجستير في العلوم السياسية من الجامعة الأميركية في بيروت في عام 1974، حيث التقت زوجها المستقبلي، أشرف غني.
وتزوج الاثنان في عام 1975 وأنجبا طفلان: ابنة، مريم غني، وهي فنانة تشكيلية مقرها بروكلين، وابن، طارق. ولد الطفلين في الولايات المتحدة الأمريكية ويحملان الجنسية الأمريكية.
حصلت رولا على درجة ماجستير أخرى في الصحافة من جامعة كولومبيا في مدينة نيويورك عام 1983. وعادت لأفغانستان عام 2003.
تحمل رولا الغني الجنسية في كل من أفغانستان، لبنان، والولايات المتحدة. يقال أنها تتحدث الإنجليزية، الفرنسية، العربية، والداري بطلاقة.

## انتخابات 2014
في خطوة غير عادية بالنسبة لسياسي في أفغانستان، شكر الدكتور غني علناً زوجته في حفل تنصيب الرئاسة في عام 2014، معترفا لها مع باسمها الأفغاني، بيبي جول.«أريد أن أشكر شريكتي، بيبي جول، لدعمها لي ولأفغانستان،» قائلا الدكتور غني وقد بدا عاطفياً «لقد دعمت النساء الأفغانيات وأتمنى أن تستمر في القيام بذلك.»
وقد جادل المؤرخ علي أ. أولومي أنه في أعقاب سابقتها الملكة الأفعانية ثريا، يمكن لرولا إحداث تغيير حقيقي من أجل حقوق المرأة في البلاد.